# NGC 135
NGC 135 (ook wel IC 26 of PGC 138192) is een spiraalvormig sterrenstelsel in het sterrenbeeld Walvis.
NGC 135 werd in 1886 ontdekt door de Amerikaanse astronoom Francis Preserved Leavenworth.